# Zavzetje skladišča Turtle Bay
Zavzetje skladišča Turtle Bay je bil vojaški napad, ki se je zgodil v zgodnji ameriški revolucionarni vojni 20. julija 1775. Napad je bil na skladišče Turtle Bay, britanski vojaški magazin in skladišče.
V noči 20. julija 1775 je napad, ki so ga izvedli Sinovi svobode in so ga vodili Marinus Willet, John Lamb, Isaac Sears in Alexander McDougall, napadel skladišče Turtle Bay na Manhattnu v New Yorku. Napadalci so zasegli tudi britansko ladjo Asia.
Sinovi svobode so nato zaloge poslali v Boston, patriotom na jezeru Champlain in v utrdbo Ticonderoga. Po zavzetju skladišča Turtle Bay so domoljubi ustvarili Turtle Bay Redoubt, zemeljski nasip, ki je stal na mestu, kjer je kasneje postal sedež Združenih narodov.